# Stazione meteorologica di Rimini Centro
La stazione meteorologica di Rimini Centro è la stazione meteorologica di riferimento relativa all'area urbana costiera della città di Rimini.

## Coordinate geografiche
La stazione meteo si trova nell'Italia nord-orientale, in Emilia-Romagna, nel comune di Rimini, a 2 metri s.l.m. e alle coordinate geografiche 44°04′N 12°34′E.

## Dati climatologici
In base alla media trentennale di riferimento 1961-1990, la temperatura media del mese più freddo, gennaio, si attesta a +3,9 °C; quella del mese più caldo, luglio, è di +23,5 °C.
Le precipitazioni medie annue, inferiori ai 700 mm e distribuite mediamente in 81 giorni, presentano un minimo relativo in inverno e un picco molto contenuto in autunno, in un contesto di una distribuzione quantitativa annuale piuttosto regolare .
| Rimini Centro                      | Mesi | Mesi | Mesi | Mesi | Mesi | Mesi | Mesi | Mesi | Mesi | Mesi | Mesi | Mesi | Stagioni | Stagioni | Stagioni | Stagioni | Anno |
| Rimini Centro                      | Gen  | Feb  | Mar  | Apr  | Mag  | Giu  | Lug  | Ago  | Set  | Ott  | Nov  | Dic  | Inv      | Pri      | Est      | Aut      | Anno |
| ---------------------------------- | ---- | ---- | ---- | ---- | ---- | ---- | ---- | ---- | ---- | ---- | ---- | ---- | -------- | -------- | -------- | -------- | ---- |
| T. max. media (°C)                 | 6,4  | 8,7  | 12,0 | 16,7 | 21,3 | 25,2 | 27,7 | 27,4 | 23,7 | 18,4 | 12,6 | 7,9  | 7,7      | 16,7     | 26,8     | 18,2     | 17,3 |
| T. min. media (°C)                 | 1,4  | 2,8  | 5,6  | 9,3  | 13,1 | 17,0 | 19,3 | 19,2 | 16,3 | 11,7 | 7,3  | 3,0  | 2,4      | 9,3      | 18,5     | 11,8     | 10,5 |
| Precipitazioni (mm)                | 42   | 54   | 39   | 54   | 44   | 49   | 66   | 61   | 84   | 47   | 86   | 45   | 141      | 137      | 176      | 217      | 671  |
| Giorni di pioggia                  | 8    | 7    | 6    | 8    | 6    | 6    | 4    | 7    | 7    | 6    | 9    | 7    | 22       | 20       | 17       | 22       | 81   |
| Eliofania assoluta (ore al giorno) | 2,1  | 3,3  | 4,8  | 5,4  | 7,1  | 8,6  | 9,6  | 8,3  | 6,8  | 5,3  | 3,2  | 2,4  | 2,6      | 5,8      | 8,8      | 5,1      | 5,6  |